# You Can't Do That
You Can't Do That (Lennon/McCartney) är en låt av The Beatles från 1964.

## Låten och inspelningen
John Lennon påstod senare att denna bluesaktiga låt påverkades av Wilson Pickett. Låten spelades in 25 februari 1964 och kom att bli b-sida på singeln "Can't Buy Me Love". 22 maj (redan efter att låten släppts) gjorde George Martin ett pianopålägg för en alternativ version som dock aldrig släpptes. Vid inspelningen trakterar Ringo Starr congas och Paul McCartney koskälla. Vissa bedömare har tolkat titeln som Lennons kommentar till att McCartney började bli alltför framträdande. Låten släpptes som b-sida i USA 16 mars 1964 och i England 20 mars 1964. I båda fallen hade den "Can't Buy Me Love" som a-sida. Den finns även med på den brittiska versionen av LP:n A Hard Day's Night som släpptes den 10 juli 1964 och på den amerikanska LP:n The Beatles' Second Album som gavs ut den 10 april 1964.